# Jean-Jacques Blaise d'Abbadie
Jean-Jacques Blaise d'Abbadie (1726 - Nova Orleães, 4 de fevereiro de 1765) foi o governador da colônia francesa da Luisiana de 1763 a 1765.